# Зусман, Йоэль
Йоэль Зусман (ивр. יואל זוסמן‎, имя при рождении Юлиус Зусман, нем. Julius Sussman; 24 октября 1910, Краков, Австро-Венгрия — 1982) — израильский юрист. Член Верховного суда Израиля с 1953 года, председатель с 1976 по 1980 год. Председатель Центральной избирательной комиссии Израиля на выборах в кнессет 4-го созыва. Профессор Еврейского университета в Иерусалиме, автор ряда справочников и монографий в области правоведения. Лауреат Премии Израиля за 1975 год.

## Биография
Юлиус Зусман родился в 1910 году в Кракове (в то время в составе Австро-Венгрии) в семье Меира и Нихи Зусман. Получил традиционное еврейское и общее образование. Окончил гимназию в Висбадене, затем изучал юриспруденцию в Веймарской республике — в Берлинском, Франкфуртском и Гейдельбергском университетах, получив в 1933 году степень доктора права в последнем.
В 1934 году женился на Хане Саломон. В этом же году иммигрировал в подмандатную Палестину, где получил адвокатскую лицензию в 1937 году. Дополнительное юридическое образование получил в Кембридже и Лондонском университете, получив степень бакалавра права. С 1939 по 1948 год вёл частную адвокатскую практику в Тель-Авиве. В 1941 году вступил в ряды «Хаганы» и в ходе Войны за независимость Израиля занимал пост заместителя главного военного прокурора. В 1949 году Зусман был назначен судьёй окружного суда в Тель-Авиве, где проработал до 1953 года. В 1952 году овдовел, через два года женился вторым браком на Рине Клибановой (умерла в 1967 году).
В 1953 году занял пост судьи Верховного суда Израиля. В 1959 году возглавлял Центральную избирательную комиссию Израиля на выборах в кнессет 4-го созыва. В 1969 году был председателем комиссии по расследованию поджога мечети Аль-Акса. Также возглавлял комиссии по утверждению военных юристов и по гражданской судебной процедуре. С 1970 года — постоянный исполняющий обязанности председателя Верховного суда Израиля и с 1976 по 1980 год — председатель Верховного суда. Вышел в отставку в 1980 году по достижении 70-летнего возраста.
Зусман был известен как «германофил» (насколько это было возможно для израильтянина после Холокоста), рекордсмен Верховного суда по отсылкам к немецкой культуре и праву в своих судебных решениях и последовательный сторонник точного соблюдения судебной процедуры, сам себя называя «формалистом». Строгость и эффективность гражданской судебной процедуры представляла для него не самостоятельную ценность, а средство в достижении выяснения точных обстоятельств дела и установления справедливости. В то же время в одном из своих самых известных судебных решений Зусман предпочёл точному исполнению установленных формальностей отсылку к понятиям «естественного права», имеющего приоритет перед обычными законами. Это решение было вынесено по делу «„Ередор“ против Центральной избирательной комиссии в кнессет 6-го созыва». Партийный список «Ередор» (также известный как Социалистический список), сформированный израильскими арабами и евреями крайне левых взглядов, несмотря на формальное соответствие требованиям к кандидатам на участие в выборах в кнессет, не был допущен к ним Центральной избирательной комиссией на том основании, что его программа призывала к ликвидации Израиля, а в его состав входили члены организации, признанной незаконной министерством обороны Израиля. Апелляция списка была отклонена судьями Агранатом и Зусманом (третий судья, Хаим Коэн, написал особое мнение, опирающееся как раз на формальные аспекты права). В своей части решения Зусман отсылал к истории Веймарской демократии, не сумевшей защитить себя от антидемократических элементов, и писал, что правовое государство должно защищать свой конституционный строй.
Помимо деятельности на посту судьи Верховного суда, Зусман был также учёным-правоведом, профессором юридического факультета Еврейского университета в Иерусалиме и автором ряда монографий и справочных изданий по вопросам права, в частности в таких областях как вексельное право, третейские суды и гражданская судебная процедура. Им также написаны многочисленные статьи на юридическую тему в Еврейской энциклопедии. В 1975 году Зусман был удостоен Премии Израиля в области права.
У Йоэля Зусмана было трое детей — дочь Дафна от первого брака и сыновья Амнон и Амир от второго. Он умер в 1982 году и был похоронен на тель-авивском кладбище Кирьят-Шауль.